# Diogmites notatus
Diogmites notatus är en tvåvingeart som beskrevs av Jacques-Marie-Frangile Bigot 1878. Diogmites notatus ingår i släktet Diogmites och familjen rovflugor. Inga underarter finns listade i Catalogue of Life.